# Kino Familijne
Kino Familijne – seria filmów dla dzieci wydawana przez Carisma Entertainment Group. Istnieje od 2008 roku.

## Spis filmów wKinie Familijnymw 2008 roku
- nr 01/2008: Magiczny autobus – odc. 1-3
- nr 02/2008: Magiczny autobus – odc. 4-6
- nr 03/2008: Magiczny autobus – odc. 7-9
- nr 04/2008: Magiczny autobus – odc. 10-12
- nr 05/2008: Magiczny autobus – odc. 13-15